# General Pirán
General Pirán es una localidad del partido de Mar Chiquita, provincia de Buenos Aires, (cuya cabecera es Coronel Vidal), y se encuentra en el km 321 de la Autovía 2, al sudeste de Buenos Aires.

## Población
Cuenta con 2934 habitantes (Indec, 2010), lo que representa un incremento del 1% frente a los 2896 habitantes (Indec, 2001) del censo anterior.
| Gráfica de evolución demográfica de General Pirán entre 1960 y 2010 |
|                                                                     |
| Fuentes: INDEC                                                      |

## Fiesta de la Avicultura
Se efectúa anualmente la Fiesta de la Avicultura, que cuenta con exposición y venta de aves ponedoras, asadores, desfile, elección de la "Reina de la Avicultura", espectáculos de destreza criolla, espectáculos musicales y baile popular.
En General Pirán, hay tradición en producción de aves y de huevos para consumo. Así se originó la fiesta, que se realiza en la 2ª quincena de febrero o en la 1.ª semana de noviembre si ha llovido mucho durante el año.
Hay múltiples empresas avícolas dedicadas a la producción en masa, con exportación al exterior, como así también, pymes en desarrollo.

## Ferrocarril
La Estación de Ferrocarril General Pirán, ubicada en el km 321 de la vía a Mar del Plata, es parte de la prolongación de esta línea inaugurada en septiembre de 1886. A partir del año 2017 el servicio Constitución - Mar del Plata - Constitución cuenta con parada en esta estación.

## Deportes

### Fútbol
- América de General Pirán

## Parroquias de la Iglesia católica en General Pirán
| Diócesis  | Mar del Plata         |
| --------- | --------------------- |
| Parroquia | Inmaculada Concepción |